# 五屯話
五屯话是五屯人的语言，分布于青海省东部黄南藏族自治州同仁市隆务镇五屯下庄、五屯上庄和江查麻一帶。五屯人的服饰和附近土族接近，所以被归为土族。但五屯人自认为是藏族。
五屯话是汉语、藏语和蒙语的一种混合语。

## 词汇
汉语词占绝大优势（但聲調完全丟失），安多藏语词约占20%。个别词和蒙古语、保安语谐音。另有10%的词汇来源尚不完全确定。

## 语法
形容词置于名词后，状语置于谓语前，名词有变格。文法上，五屯話屬於蒙古语族，且和保安語尤其相近，但也有受到安多藏语的影響。

## 语音
有鼻音化的辅音，11个不同的音节末辅音，音调和重音较轻，大多数词汇为多音节。

## 历史
关于五屯话和五屯居民的由来出现过数种不同的理论，中国语言学家陈乃雄从五屯话中汉语词汇的元音分布中推测，其祖先可能说古南京话。其他学者认为他们可能是来自四川的回族，因未知原因改信藏传佛教并迁徙到青海东部。无论如何，老至1585年的历史记载已有五屯社区的记录。
今日的五屯人不说汉语，而藏语的知识则在同仁县都比较充分，因为藏语是这一片多民族地区的通用语。